# Marine royale norvégienne
La Marine royale norvégienne  (en norvégien : Sjøforsvaret, Den Kongelige Norske Marine ou informellement Marinen, abrégé en RNoN) est la branche chargée des opérations navales de la Force de défense norvégienne.
En 2006, cette marine comprenait 3 700 personnes (9 450 en cas de mobilisation partielle et 32 000 avec une mobilisation totale) et 70 navires dont 3 frégates légères, 5 frégates lourdes, 6 sous-marins, 6 corvettes, 14 patrouilleurs, 4 dragueurs de mines, 4 chasseurs de mines, 1 détecteur de mines, 4 navires de soutien et 2 navires d'entrainement. La marine inclut également la Garde côtière norvégienne.
Le nom de ses navires sont précédés du préfixe KNM, abréviation pour Kongelig Norske Marine (Marine royale norvégienne). Les navires des garde-côtes ont eux le préfixe KV pour KongeligeVakttjeneste (Service de garde royale).

## Histoire
L'histoire de la marine en Norvège est ancienne. Elle remonte à la Leidang qui fut créée par le roi Håkon le Bon à Gulating en l'an 955, bien que des variantes de la Leidang existaient déjà siècles auparavant. La Leidand consistait en un levée masse d'hommes libres afin de constituer une flotte armée.
Pendant la majeure partie de l'union entre la Norvège et le Danemark, les deux pays eurent une flotte commune. Cette flotte fut créée par le roi Hans en 1509. Une grande partie des équipages et les officiers étaient norvégiens. En 1709, il y avait environ 15 000 personnes inscrites dans la flotte commune ; sur ces personnes, 10 000 étaient norvégiennes. Lorsque Tordenskjold accomplit son fameux raid à Dynekil, en 1716, plus de 80 % des marins et 90 % des soldats dans son armée étaient norvégiens. Pour cette raison, de 1509 à 1814, la Marine royale norvégienne partage son histoire avec la Marine royale danoise.

### Séparation de la marine royale danoise
La Marine royale norvégienne fut fondée le 12 avril 1814 par le prince Christian Fredrik. Au moment de la séparation, la marine royale dano-norvégienne était en mauvais état et la Norvège conserva la partie la moins importante. Tous les officiers de naissance danoise reçurent l'ordre de rentrer au Danemark. Le capitaine Thomas Fasting devint ainsi le premier commandant de la marine norvégienne. Cette marine se composait alors de 39 officiers, de sept bricks (un de plus en construction), d'une goélette-brick, et de huit goélettes, 46 chaloupes armées, et 51 barges armées  . Le 1er avril 1815, la direction de l'RNoN fut réorganisée en un ministère de la Marine, et Fasting devient le premier ministre marine.
Au cours de l'union avec la Suède de 1814 à 1905, la Norvège a conservé ses forces armées indépendantes, y compris sa marine. Pendant la majeure partie de l'union, la marine fit l'objet d'un faible financement, même s'il y eut des plans ambitieux pour la développer.

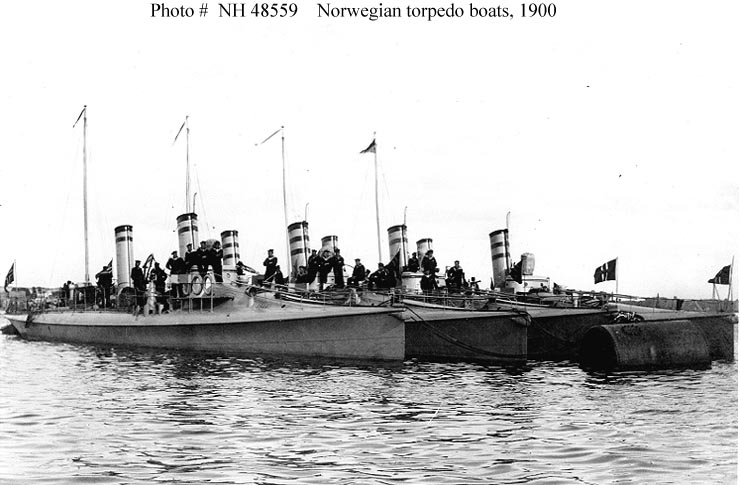
Torpilleurs norvégiens en 1900.

En 1900, cinq ans seulement avant la séparation de la Suède, la marine des deux royaumes était composée des unités suivantes : deux navires de défense côtière (la HNoMS Harald Haarfagre et le HNoMS Tordenskjold - tous deux blindés et d'un déplacement de 3 500 tonnes) construits en Colombie, de quatre canonnières Monitor disposant de canons lourds, de trois canonnières non armées, de douze canonnières, de seize petites canonnières canonnières (60 tonnes), et d'une flottille de vingt-sept torpilleurs. Ils étaient commandés par 116 officiers en service actif (avec un supplément de 60 en réserve) et de 700 sous-officiers et de marins confondus.

### Après l'indépendance de la Norvège
Au début du XXe siècle, le rôle de la marine norvégienne fut avant tout dévolu à la défense de l'État nouvellement indépendant contre une possible agression de son voisin suédois. La Norvège resta neutre pendant la Première Guerre mondiale, mais ses forces armées furent mobilisées pour protéger la neutralité de la Norvège. Sa neutralité fut mise à rude épreuve - la flotte marchande de la nation subit de lourdes pertes à cause des U-Boats et des corsaires allemands. Elle disposait de sa propre force aéronavale de 1912 à 1944.

### Seconde Guerre mondiale
La Seconde Guerre mondiale commença pour la Marine royale norvégienne le 8 avril 1940, lorsque le torpilleur allemand Albatros attaqua le navire de la Garde KNM Pol III. Dans les premières heures de la bataille de Narvik, les vieux navires côtiers de défense (« panserskip ») HNoMS Eidsvold et HNoMS Norge, tous deux construits avant 1905 et véritablement obsolètes, tentèrent de mettre en place une défense contre les navires de guerre d'invasion allemands ; tous deux furent torpillés et coulés. La flotte d'invasion allemande en direction de Oslo fut néanmoins considérablement retardée lorsque la forteresse d'Oscarsborg, à Kopas sur la côte orientale du détroit de Drøbak, ouvrit le feu avec deux de ses trois anciens canons de 28 cm, suivis par les canons 15 cm. Les pièces d'artillerie lourde infligèrent d'importants dommages au croiseur lourd allemand Blücher, qui fut ensuite coulé par des torpilles tirées à partir de la forteresse. Le naufrage du Blücher fit plus de 1 000 victimes parmi son équipage et les soldats qu'il transportait. La flotte d'invasion allemande - le Blücher croyant avoir heurté une mine - se retira au sud et sollicita des frappes aériennes sur la forteresse. Ce délai a permis au roi Haakon VII de Norvège et à la famille royale, ainsi qu'au gouvernement, d'échapper à la captivité.

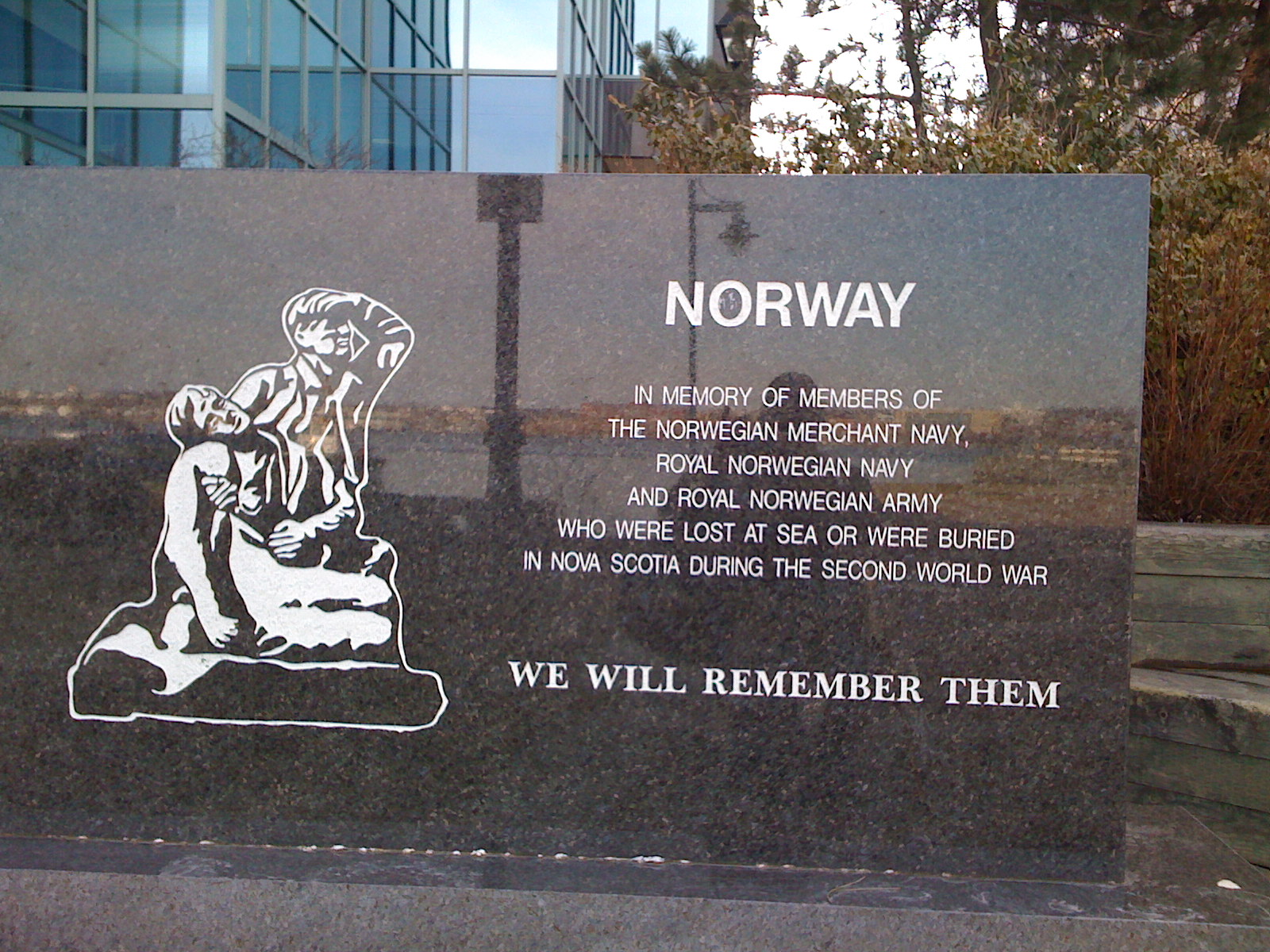
Mémorial aux membres de la Marine royale norvégienne, de l'Armée et de la Marine marchande à Halifax, Nouvelle-Écosse, Canada, sur l'esplanade du pavillon extérieur du Musée maritime de l'Atlantique.

Le 7 juin 1940, 13 navires, cinq avions et 500 hommes de la Marine royale norvégienne rejoignirent le Royaume-Uni. À partir de ces bases, la Norvège continua la lutte sur les mers jusqu'à la fin de la guerre. Le nombre d'hommes dans la marine augmenta de façon constante avec l'arrivée des Norvégiens vivant à l'étranger, des marins civils et des hommes qui s'étaient échappés de la Norvège occupée et avaient rejoint la RNoN. Les fonds provenant de Nortraship (la flotte marchande norvégienne) ont été utilisés pour acheter de nouveaux navires, des aéronefs et de l'équipement.
Dix navires et 1 000 hommes de la Marine royale norvégienne participèrent au débarquement de Normandie le 6 juin 1944.

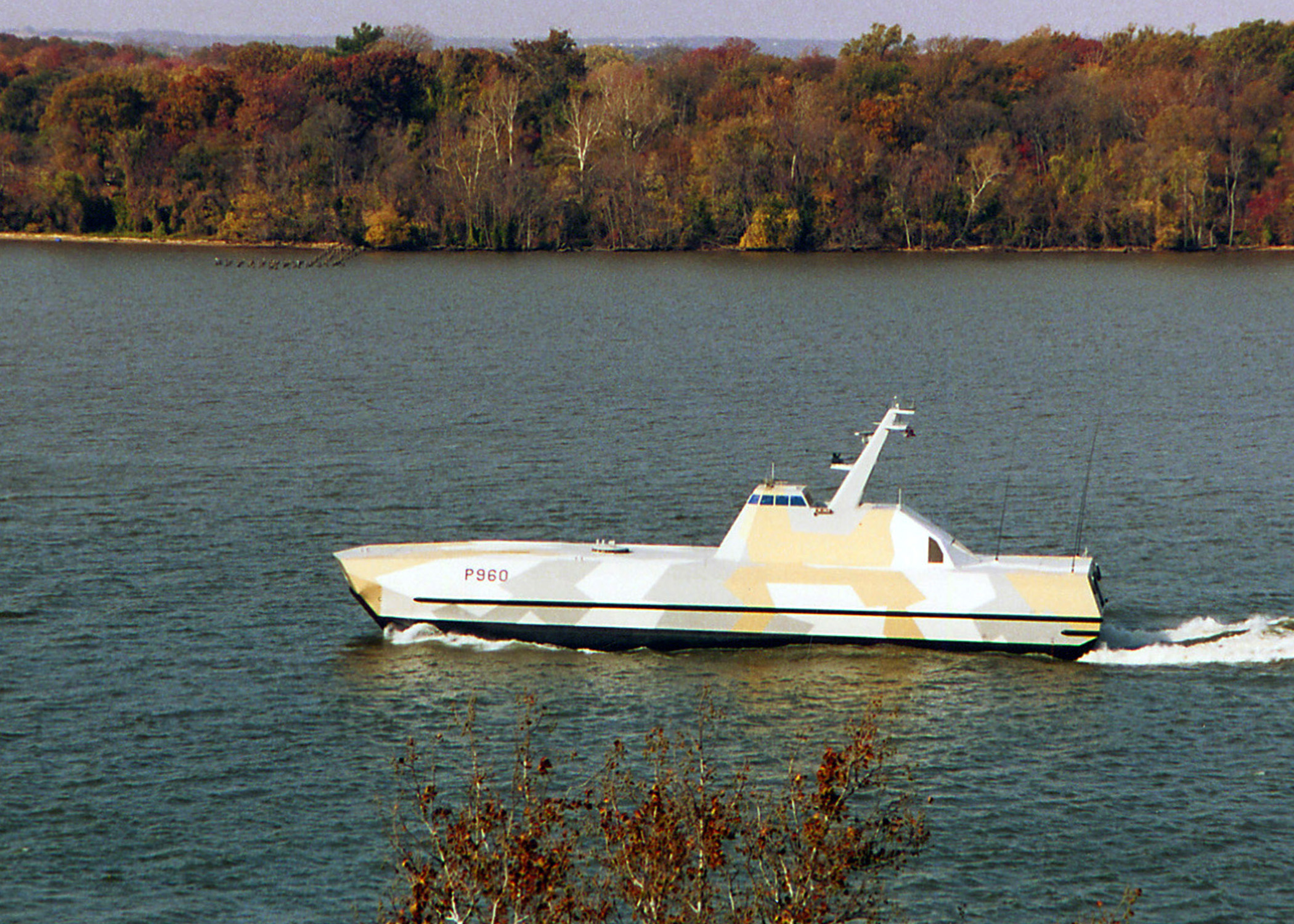
Patrouilleur lanceur de missiles norvégien en 2001 dans le Maryland.

La marine a mobilisé au total 118 navires ; à la fin de celle ci, il n'y en avait plus que 58 et 7 500 hommes en service. Elle en a perdu 27, ainsi que 18 bateaux de pêche (du bus Shetland) et 933 hommes pendant tout le conflit.

### Après guerre
La construction d'une nouvelle flotte dans les années 1960 fut rendue possible grâce à un soutien économique substantiel des États-Unis. Pendant la guerre froide, la Marine royale norvégienne fut optimisée pour la protection des eaux côtières, afin de rendre une invasion par la mer aussi difficile et coûteuse que possible. Avec cette mission à l'esprit, le RNoN se composait d'un grand nombre de petits vaisseaux et jusqu'à 15 petits sous-marins diesel-électriques. Depuis la fin de la guerre froide, elle les a remplacé par des navires moins nombreux mais plus grands et plus puissants.
Le 17 janvier 1994, la frégate HNoMS Oslo (en) s'est échouée sur la côte de l'île Store Marstein.
La frégate KNM Helge Ingstad est victime d'une collision le 8 novembre 2018, puis d'un naufrage le 13 novembre 2018.
Le Musée de la marine royale norvégienne est consacré à la préservation et à la promotion de l'histoire navale de la Norvège.

## Bases navales
- Håkonsvern, à proximité de Bergen, principale base navale de la Marine norvégienne.
- Ramsund, entre les villes d'Harstad et de Narvik (opérations spéciales / Commandement des commandos)
- Fort Trondenes (en), Harstad (Commandement côtier)
- Olavsvern, Tromsø (base auxiliaire, fermée depuis août 2013)(en)[5]
- Sortland (Escadron nord des garde-côtes)
- Karljohansvern, Horten (base d'entrainement)

## Organisation
- La Flotte :
  - État-major de la flotte/Fleet Chief Staff,
  - Branche des frégates (Fregattvåpenet),
  - Branche des sous-marins (Ubåtvåpenet),
  - Branche MTB défense côtière (MTB-våpenet),
  - Branche Mine (Minevåpenet)
  - Branche Ranger naval (Marinens jegervåpen)
  - Branche logistique (Logistikkvåpenet).
- Garde côtière norvégienne
- Garde nationale norvégienne
- Écoles navales

## Unités et vaisseaux de la flotte (état actuel)
[Quand ?]
| no coque | Nom                 | Commande     | Mise en chantier | Lancement        | Entrée en service actif | Retrait de service actif    |
| -------- | ------------------- | ------------ | ---------------- | ---------------- | ----------------------- | --------------------------- |
| F310     | KNM Fridthof Nansen | 23 juin 2000 | 9 avril 2003     | 3 juin 2004      | 5 avril 2006            |                             |
| F311     | KNM Roald Amundsen  | 23 juin 2000 | 3 juin 2004      | 25 mai 2005      | 21 mai 2007             |                             |
| F312     | KNM Otto Sverdrup   | 23 juin 2000 | 25 mai 2005      | 28 avril 2006    | 30 avril 2008           |                             |
| F313     | KNM Helge Ingstad   | 23 juin 2000 | 28 avril 2006    | 23 novembre 2007 | 29 septembre 2009       | Naufragé le 8 novembre 2018 |
| F314     | KNM Thor Heyerdahl  | 23 juin 2000 | 23 novembre 2007 | 11 février 2009  | 18 janvier 2011         |                             |

Patrouilleurs

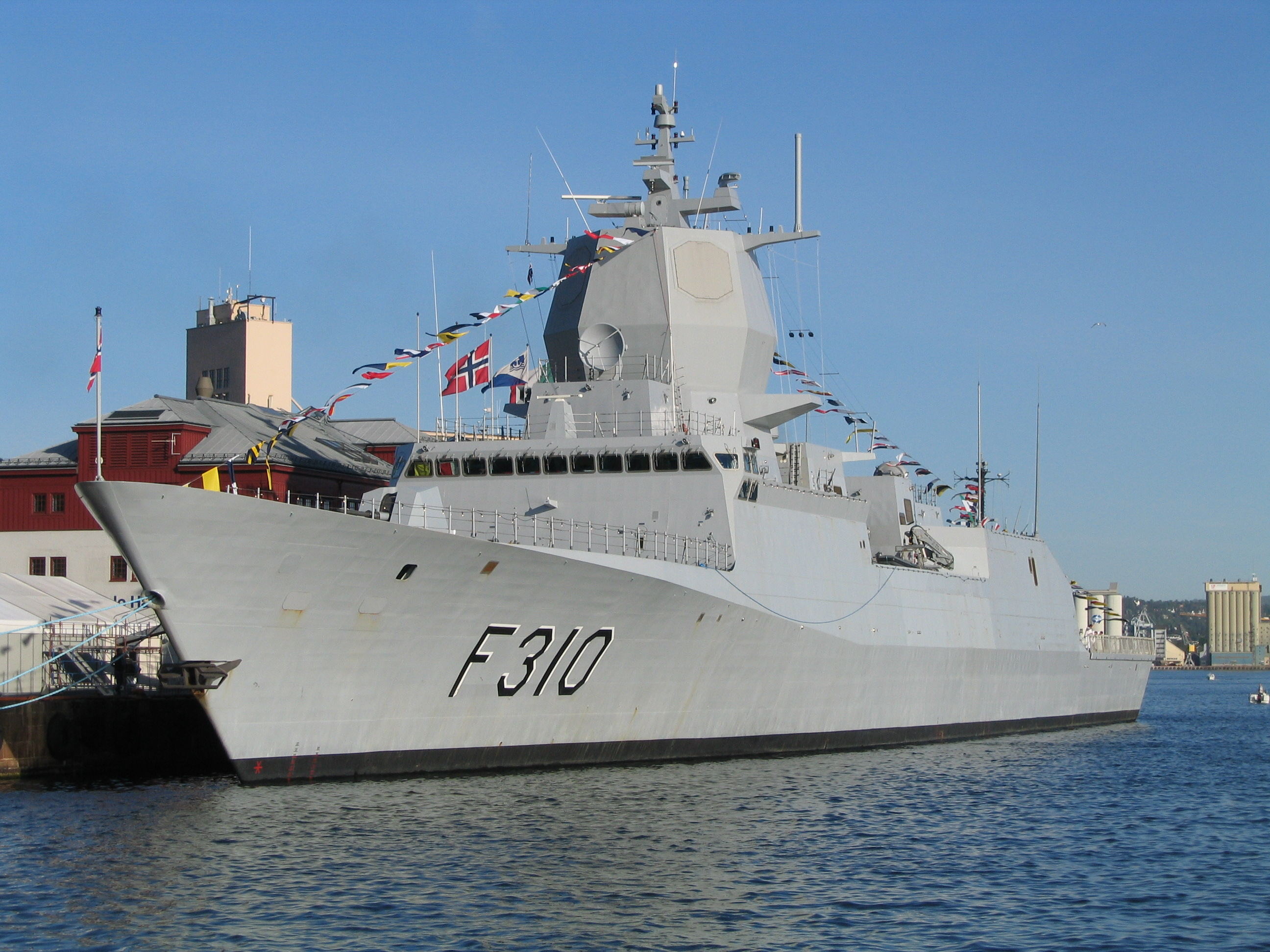
La frégate Fridtjof Nansen dans le port d'Oslo, le 1er juin 2006.

- 14 patrouilleurs Hauk modernisés entre 1997 et 2004 par DCNS[8].
- 6 patrouilleurs Skjold fabriqués par Umoe Mandal au début des années 2000.

Divers
- Yacht royal KNM Norge (A553)
- KNM Horten (A530), navire-école.

Navire de guerre des mines
- 1er escadron de déminage
  - Chasseur de mines de classe Oksøy (1994)
    - Oksøy M340
    - Karmøy M341
    - Måløy M342
    - Hinnøy M343

  - Chasseur de mines de classe Alta (1996):
    - Alta M350
    - Otra  M351
    - Rauma M35]
    - Orkla M353 (navire coulé le 19/11/2002)
    - Glomma M354
- Dragueurs et poseurs de mines :
  - Tyr (N50) (en), a découvert l'épave du U-735 en 1999
- Commandement de déminage (divers)

### Branche sous-marine

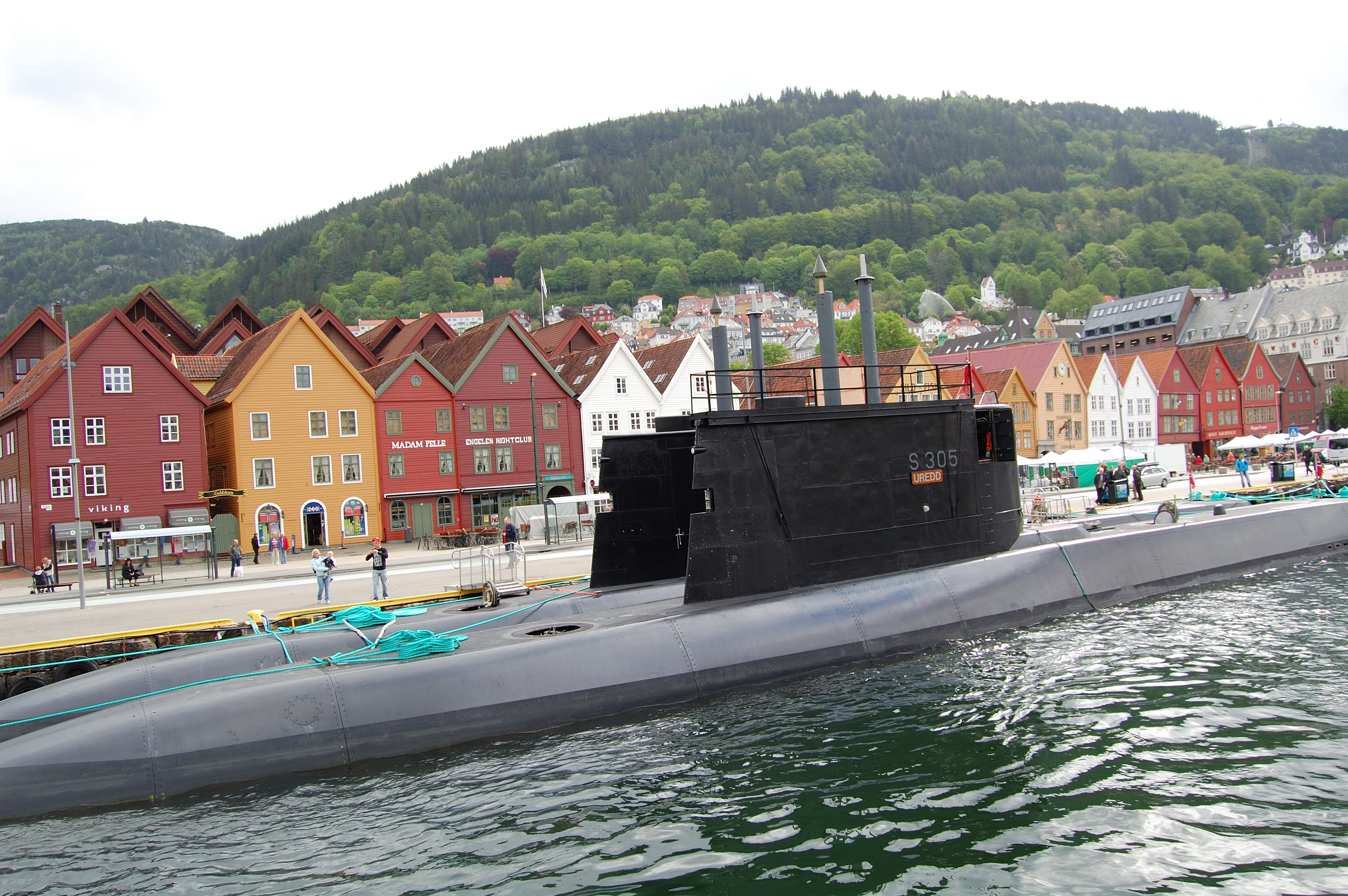
S304 Uthaug et S305 Ured.

La flottille de sous-marins consiste en plusieurs sous-marins conventionnels de classe Ula, mis en service entre 1989 et 1992.
1er escadron sous-marin
- KNM Ula (S300)
- KNM Utsira (S301)
- KNM Utstein (S302)
- KNM Utvær (S303)
- KNM Uthaug (S304)
- KNM Ured (S305)

Le chantier naval allemand ThyssenKrupp Marine Systems (U214) est sélectionné le 3 février 2017 pour la construction de quatre sous-marins U-212 NG, le contrat devant être signé en 2019. Les premiers bâtiments seront mis en service à compter de 2025 au moment où les sous-marins de la classe Ula fabriqués par TKMS seront arrivés en bout de course.

### Source
- (no) « Fakta om Forsvaret 2008 »(Archive.org • Wikiwix • Archive.is • Google • Que faire ?) (L'armée en 2008) - Publication officielle